# Alva Reimer Myrdal
Pour les articles homonymes, voir Myrdal (homonymie) et Reimer.
Alva Reimer Myrdal, ou Alva Myrdal, née le 31 janvier 1902 à Uppsala (Suède) et morte le 1er février 1986 à Danderyd (Suède), est une femme politique, diplomate et sociologue suédoise. Elle a reçu le prix Nobel de la paix en 1982 (conjointement avec le diplomate mexicain Alfonso García Robles) pour son rôle dans les négociations pour le désarmement au sein des Nations unies et dans la formation de l'Institut international de recherche sur la paix de Stockholm. Elle était l'épouse de l'économiste Gunnar Myrdal et la mère de l'écrivain Jan Myrdal. Elle a également été députée au Parlement suédois, élue sous les couleurs du Parti social-démocrate.
Elle était membre de la Ligue internationale des femmes pour la paix et la liberté.

## Biographie

### Jeunesse et formation
Alva Reimer naît à Uppsala le 31 janvier 1902. Ses parents sont Albert Reimer (1876–1943), un promoteur immobilier social-démocrate, et Lowa Jonsson (1877–1943), une femme au foyer ; elle a quatre frères et sœurs : Ruth (1904–1980), Folke (1906–1977), May (1909–1941) et Stig (1912–1977)[réf. souhaitée]. Durant l'enfance d'Alva, sa famille déménage dans plusieurs villes, dont Eskilstuna.
Alva Reimer fait des études où elle se forme notamment en littérature, histoire religieuse et psychologie, en particulier de l'enfant ; elle obtient un diplôme en sciences (Bachelor of Science degree) en 1924 à Stockholm.
Elle épouse le professeur Gunnar Myrdal (1898–1987) en 1924. En 1929, tous deux ont l'opportunité de voyager aux États-Unis en tant que boursiers de la fondation Rockefeller (Rockefeller Fellows), Alva Reimer Myrdal approfondit alors ses études dans les champs de la psychologie sociale et la psychologie de l'enfant. Son observation des grandes disparités sociales et économiques dans ce pays l'a aussi conduite à un engagement politique accru - « radical » étant le terme qu'elle et son époux ont utilisé pour décrire leur vision politique commune[réf. nécessaire]. Par la suite, ils déménagent à Genève pour de plus amples études, lieu où ils commencent à étudier le déclin de la population qui inquiète de nombreux Européens dans l'entre-deux guerres mondiales[réf. nécessaire].

### Carrière
Alva Reimer Myrdal résumait ainsi sa carrière : « Dans les années 30, je me suis consacrée à la politique familiale, dans les années 40 à la politique scolaire, dans les années 50 à la politique d'aide au tiers-monde, dans les années 60 aux questions du désarmement et dans les années 70 aux relations entre l'Église et l'État ».

#### Politique de la famille et question de la crise démographique

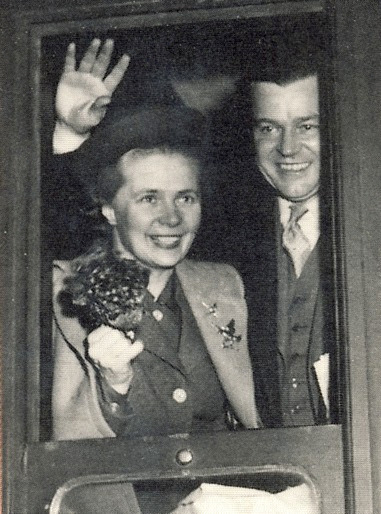
Le couple Myrdal en 1934.

Alva Reimer Myrdal attire l'attention pour la première fois dans les années 1930 et est l'un des principaux moteurs de la création de l'État-providence suédois[réf. nécessaire]. En 1934, elle publie avec Gunnar Myrdal Kris i Befolkningsfrågan (La question de la population en crise ; en anglais « The Crisis in the Population »), émettant que le principe de base sur cette question serait de trouver les réformes sociales nécessaires pour permettre la liberté individuelle (en particulier pour les femmes) tout en promouvant la procréation et en encourageant les Suédois à avoir des enfants[réf. nécessaire]. Ce livre souligne aussi l'importance de la responsabilité partagée dans l'éducation des enfants, aussi bien entre les parents qu'avec la communauté avec des éducateurs d'enfants formés[réf. nécessaire].
Alva Reimer Myrdal était très critique de l'évolution du fonctionnement des écoles maternelles (jardins d'enfants avant l'école) en Suède[réf. nécessaire]. En conséquence, elle publie en 1935 l'ouvrage Urban Children (littéralement : « enfants urbains », ou « enfants des villes »), dans lequel elle présente ses idées pour une réforme du système préscolaire suédois[réf. nécessaire]. Elle y soutient que les services de garde contemporains d'enfants sont imparfaits ; le système est alors polarisé entre deux extrêmes : les mesures de « secours aux pauvres » pour les moins nantis, en contraste avec des mesures permettant de préparer les enfants des familles les plus riches pour les écoles privées[réf. nécessaire]. Elle souligne qu'il existe des obstacles matériels pour pouvoir accéder à une bonne éducation et que, par conséquent, des réformes sociales et économiques sont nécessaires ; elle voulait combiner et intégrer les deux extrêmes[réf. nécessaire]. Les idées de réformes proposées dans ce livre sont très radicales pour l'époque, avec notamment la création d'un réseau de crèches et garderies et celle d'allocations familiales. Elle est consultée en tant qu'« experte » par le ministère des Affaires sociales du gouvernement social-démocrate de Per Albin Hansson, au pouvoir depuis deux ans. Elle siège dans la Commission de la population, organisme public chargé d'émettre des propositions sur les problèmes démographiques et intègre le secrétariat du Comité pour l'emploi des femmes mariées, dont le rapport final suggère l'adoption de diverses mesures visant à défendre les droits de ces dernières dans le système salarial et à y favoriser leur intégration, des préconisations qui seront votées après la Seconde Guerre mondiale.
L'année suivante, elle est amenée à mettre sa théorie en pratique, en devenant directrice du Séminaire national sur l'éducation, qu'elle cofonde en 1936 ; elle y travaille en tant qu'enseignante et pédagogue formatrice d'enseignants du préscolaire[réf. nécessaire]. Elle souligne le manque de recherches récentes en éducation pour la formation d'enseignants du préscolaire ; dans son propre enseignement, elle tente d'intégrer les découvertes récentes en psychologie de l'enfant dans l'éducation, elle met aussi en avant des études sociales et de développement personnel des femmes[réf. nécessaire].
Avec l'architecte suédois Sven Markelius, Alva Reimer Myrdal conçoit la « Maison collective » (Collective House) coopérative créée à Stockholm en 1937, dans le but de développer plus de liberté domestique pour les femmes[réf. nécessaire].
En 1938, Alva et Gunnar Myrdal déménagent aux États-Unis. Alva Reimer Myrdal y publie l'ouvrage Nation and Family (littéralement « Nation et famille ») en 1941, au sujet de la cellule familiale suédoise et la politique démographique[réf. nécessaire]. Elle définit alors les grands points de ce qui feront les réformes scolaires suédoises après 1945 : « un enseignement qui tient compte à la fois des capacités de l'individu et favorise le travail en groupe ».
Pendant la Seconde Guerre mondiale, elle vit périodiquement en Suède.

#### Carrière après la Seconde Guerre mondiale

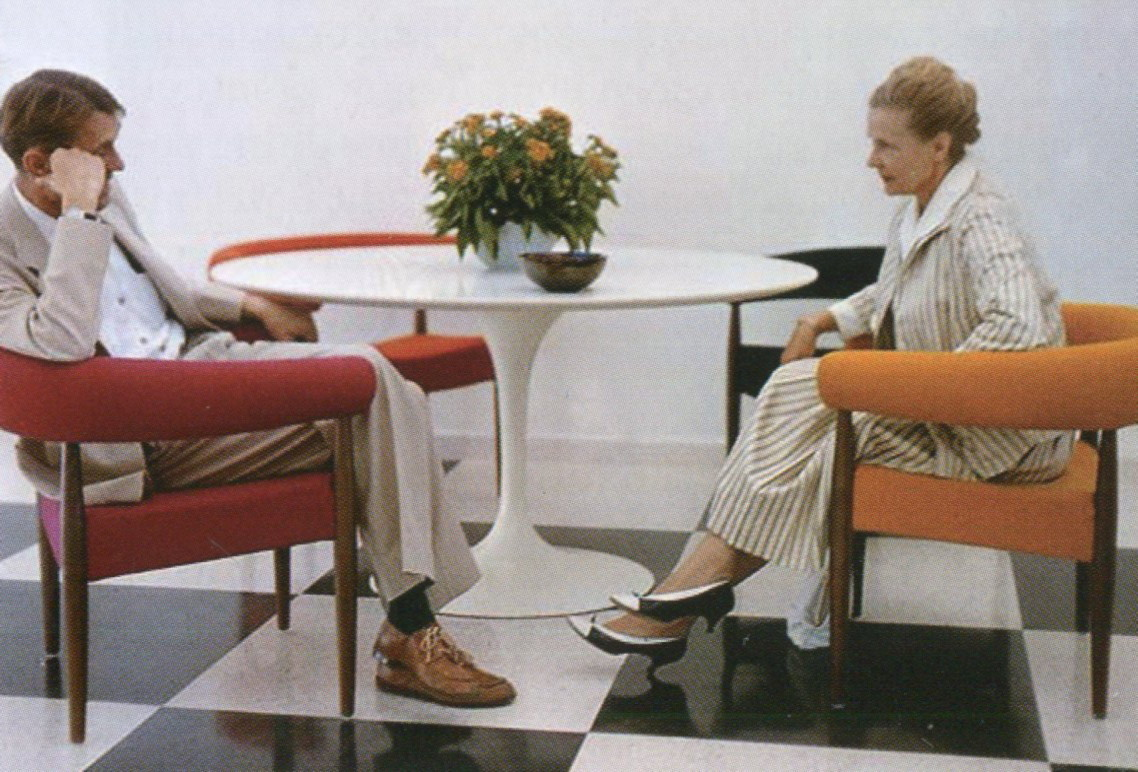
L'architecte Sune Lindström et Alva Myrdal à l'ambassade de New Delhi dans les années 1950.

Membre éminente de longue date du Parti social-démocrate suédois, elle s'implique à la fin des années 1940 dans les questions internationales, en lien avec l'Organisation des Nations unies (ONU), et est nommée à la tête de sa commission des affaires sociales en 1949,. De 1950 à 1955, elle devient présidente du département des sciences sociales de l'UNESCO, et elle est ainsi la première femme à obtenir un poste aussi important à l'ONU[réf. nécessaire]. En 1955–1956, elle devient ambassadrice de Suède à New Delhi (Inde) - la première Suédoise à accéder à un tel poste -, et envoyée suédoise à Rangoun (Myanmar) et à Colombo (Sri Lanka). Elle reste ambassadrice de Suède à New-Delhi de 1956 à 1961,.
En 1961, Alva Myrdal devient conseillère spéciale en désarmement du ministre suédois des Affaires étrangères. En 1962, elle est élue au Parlement suédois et, la même année, elle est envoyée pour diriger la délégation suédoise à la conférence de l'ONU sur le désarmement à Genève, rôle qu'elle conservera jusqu'en 1973. Au cours des négociations à Genève, elle a eu un rôle extrêmement actif, émergeant en tant que chef du groupe des nations non alignées qui a fait pression sur les deux superpuissances mondiales (États-Unis et URSS) pour qu'elles se préoccupent davantage de mesures concrètes de désarmement. Plus tard, elle parlera de son expérience de cette période dans son livre The game of disarmament (littéralement « Le jeu du désarmement », 1976), tout en exprimant sa déception quant à la réticence des États-Unis et de l'URSS face au désarmement.
Alva Myrdal participe à la création de l'Institut international de recherche sur la paix de Stockholm, et en devient la première présidente du conseil d'administration en 1966[réf. nécessaire]. En 1967, elle est également nommée membre du Cabinet pour le désarmement, poste qu'elle occupera jusqu'en 1973. Elle devient aussi députée puis ministre sociale-démocrate du Désarmement nucléaire. Dans la décennie 1970, engagée auprès des mouvements pacifistes scandinaves, elle remet en avant l'idée d'une zone dénucléarisée nordique. Elle pensait que le grand public avait lui aussi une importance dans la lutte contre les armes atomiques, notamment avec l'aide d'une « information correcte du public ». Fervente partisane du désarmement, Alva Myrdal reçoit le prix Nobel de la paix en 1982 avec Alfonso Garcia Robles.
Alva Myrdal a également promu des réformes dans la prise en charge des enfants puis, plus tard, a travaillé dans la commission gouvernementale suédoise sur le travail des femmes et est devenue présidente de la Fédération du travail et des femmes professionnelles (Federation of Business and Professional Women)[réf. à confirmer],.

### Vie privée
En 1924, Alva Reimer épouse le professeur et économiste Gunnar Myrdal (1898–1987), qu'elle a rencontré lorsqu'elle avait 17 ans ; leurs enfants sont l'écrivain Jan Myrdal (en) (1927-), la philosophe Sissela Bok (en) (1934-) et la travailleuse sociale Kaj Fölster (1936-), qui publieront chacun un ouvrage sur leurs parents, celui de Jan étant particulièrement critique, tandis que celui de Sissela vise à réhabiliter le portrait de sa mère. Dans ses écrits privés, Alva Reimer Myrdal revient par ailleurs a posteriori sur les sacrifices qu'elle a dû faire pour la carrière de son mari, estimant que la sienne n'en était pas vraiment une, considérant avoir plutôt simplement enchaîné une succession de campagnes politiques. Elle rappelle par exemple qu'elle avait refusé un poste à l'ONU en 1949 car cela l'aurait obligée à déménager à Paris ; Gunnar Myrdal s'y était opposé, la menaçant de divorcer si elle acceptait.

### Décès
Alva Reimer Myrdal meurt le samedi 1er février 1986 à Danderyd (Suède), à l'âge de 84 ans,, un an avant son époux.

## Publications

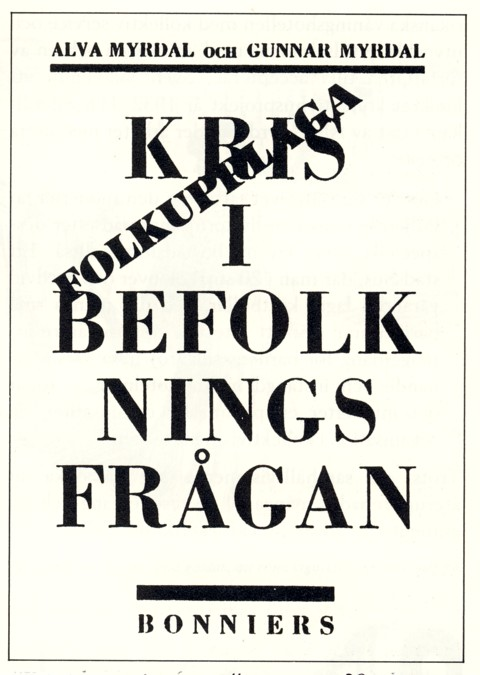

- 1934 : The Crisis in the Population Question avec Gunnar Myrdal
- 1941 : Contact with America avec Gunnar Myrdal
- 1945 : Nation and Family, the Swedish experiment in democratic family and population policy, New York : Harper and Brothers
- 1956 : Women’s Two Roles: Home and Work, avec la sociologue anglaise Viola Klein (en)[2], Londres, Routledge & Kegan Paul
- 1976 : The Game of Disarmament: How the United States and Russia Run the Arms Race[7], New York : Pantheon

## Prix et récompenses
- Prix de la paix d'Allemagne de l'Ouest (West German Peace Prize), 1970, conjointement avec Gunnar Myrdal[7]
- Prix de la paix des libraires allemands, 1970, conjointement avec Gunnar Myrdal
- Prix Wateler de la Paix, en 1973[10][réf. à confirmer]
- Grand prix de l'Institut royal de technologie (Royal Institute of Technology's Great Prize), en 1975[11][réf. à confirmer]
- Prix Monismanien, en 1976[10][réf. à confirmer]
- Prix de la paix Albert Einstein (Albert Einstein Peace Prize), en 1980[7]
- Prix Jawaharlal Nehru pour la compréhension internationale (Jawaharlal Nehru Award for International Understanding), en 1981[7], conjointement avec Gunnar Myrdal
- Prix populaire de la paix, en 1982
- Prix Nobel de la paix en 1982, conjointement avec le diplomate mexicain Alfonso García Robles, pour leur travail dans les négociations de désarmement des Nations unies[6].

### Diplômes honorifiques
- Mount Holyoke College (1950)[12][réf. à confirmer]
- Université de Leeds, docteure en Lettres (1962)[13][réf. à confirmer]
- Université d'Édinbourg (1964)[12][réf. à confirmer]
- Université Columbia, Doctor of Humane Letters (1965)[10]
- Université Temple, Doctor of Humane Letters (1968)[14]
- Gustavus Adolphus College, Doctor of Divinity (1971)[15]
- Université Brandeis, docteure en droit (19 May 1974)[16]
- Université de Göteborg, docteure en philosophie (1975)[17][réf. à confirmer]
- Université d'East Anglia (1976)[12][réf. à confirmer],[10]
- Université d'Helsinki (1980)[12][réf. à confirmer]
- Université d'Oslo (1981)[12][réf. à confirmer]
- Université de Linköping, docteure en médecine (1982)[12][réf. à confirmer]